# Santa Fe Trail
Santa Fe Trail var en vigtig og mere end 1.000 kilometer lang amerikansk/mexicansk handelsrute i det centrale Nordamerika mellem Franklin, Missouri og Santa Fe i New Mexico fra 1821 til 1880. Alment benyttet flere år tidligere end Oregon Trail:45  var ruten den første amerikanske vejstrækning vest for Mississippi River af betragtelig længde.:8  Brugt og udbedret af amerikanske styrker under krigen med Mexico i 1846-1847.:10  Efter 1848 rejste immigranter ad ruten på vej mod USA's nyvundne områder i sydvesten.:9  Genstand for kampe under den amerikanske borgerkrig.:10 
Santa Fe Trail påvirkede på mangfoldige måder både USA, det nordlige Mexico og de indfødte befolkninger i de berørte områder.:30 
Ruten blev optaget på USAs liste over National Historic Trails i 1987.:iii 

## Ruten etableres
Efter Mexicos uafhængighed af det protektionistiske Spanien i 1821 åbnede landet for international handel over den mexicanske/amerikanske grænse. Samme år nåede William Becknell og en lille gruppe handelsfolk fra Missouri frem over prærien til handelsstederne i New Mexico som de første amerikanere under de nye tider.:8 
Næste år etablerede Becknell Santa Fe Trail.
Ruten gik mod vest fra Franklin, Missouri, som en forlængelse af en eksisterende vej østfra.:90  Ved til dels at udnytte gamle indianske og spanske ruter endte hjulsporet i handelscenteret Santa Fe efter at have fulgt bl.a Cimarron River sydvestpå over en strækning af ca. 125 kilometer. Af eftertiden navngivet Cimarron Route var denne rute den eneste vej mellem New Mexico og USA indtil 1840erne.:8 
Ruten havde kortere eller længere vejstrækninger i Missouri, Kansas, Oklahoma, Colorado og New Mexico.:3  Den skar gennem områder som bl.a. osagerne,:96  kansaerne,:109  kiowaerne:22  og forskellige apache indianere gjorde krav på.:923 
Fra Santa Fe kunne man forsætte sydpå ad Chihuahua Trail til Mexico.:29 

## Ruten under konstant udvikling
Ruten blev løbende forbedret på forskellige måder, og alternative etaper kom til som omstændighederne – f.eks. tørke, massiv regn eller uro i området - krævede det.
Frygt for problemer med stammerne langs Cimarron River førte til etableringen af den mere vestlige Mountain Route i 1840erne, hvor man undgik flod-etapen. Mountain Route gik dog over det besværlige Raton Pass og tiltrak først mange rejsende i 1860erne efter en forbedring af vejens beskaffenhed.:107  En lang strækning af Mountain Route i Colorado grænsede op til cheyennerne og arapahoernes sydligste territorium,:96  og ruten gik forbi både skovområdet Big Timbers og handelsstationen Bent’s New Fort (1853-1860).:108 
I 1850 åbnede Francis X. Aubry en ny og knap 200 kilometer lang siderute over prærien fra Sante Fe Trail, kendt som Aubry Cutoff. Ad denne mere vestlige rute havde de heste- og oksetrukne vogntog større chancer for at finde frisk vand på hele etapen.:20 
I takt med udbygningen af Kansas Pacific Railroad vestpå i 1860erne skrumpede Sante Fe Trails østligste etaper tilsvarende ind. Med tog kom varerne så langt vestpå, som jernbanesporet gik, hvorefter karavaner af prærievogne fragtede godset videre til bestemmelsesstederne.:10 

## Ruten beskyttes mere permanent
I foråret 1847 byggede den amerikanske hær militærstationen Fort Mann cirka midtvejs på ruten. Fortet fungerede som et værksted for defekte vogne, og det var muligt at udskifte afkræftede trækdyr med friske. Ved behov kunne det bemandes med tropper.:101 
Sidenhen blev de regulære militærstationer Fort Atkinson (1850-1854), Fort Union i New Mexico (1851-1891),:100  Fort Larned (1859-1878):100  og sidst Fort Lyon (1860-1867) samt New Fort Lyon (1867-1889):108  opført på forskellige steder langs Santa Fe Trail for at beskytte vogntogene på ruten.:106 
En øget trakfik resulterede i flere indfødte angreb, og i 1860erne blev kæden af militærstationer forstærket med bl.a. Fort Dodge, Fort Aubry:10  samt Camp Nichols etableret af Kit Carson.:103 

## Santa Fe Trail lukkes
Hjulsporet over prærien fra Missouri til New Mexico mistede sin betydning efter færdiggørelsen af Kansas Pacific Railroad i foråret 1880.:10 

## Folk og aktiviteter på ruten
Straks fra start drog mexicanske handelsfolk ud fra Santa Fe med salgbare varer og fulgte ruten østpå til de amerikanske stater omkring Missouri - og Mississippi River. Nogle fortsatte helt til New York ad det etablerede vejnet og investerede deres overskud i nye artikler, hvorefter de gjorde turen tilbage til Santa Fe for at afsætte varerne på de hjemlige markeder.:14  I 1840erne brugte navnlig mexicanske vogntog Santa Fe Trail.:9 
Amerikanske handelsfolk gennemførte turen til Santa Fe med amerikanske/europæiske varer.:9 
Den nye rutes betydning for udviklingen af et enormt prærieområde var uomtvistelig, og USA reagerede hurtigt. Fyrre mand i Santa Fe Road Surveying and Marking Expedition opmålte og markerede ruten med spredte vejsten fra 1825 og to år frem.:47  Ligeledes i 1825 indgik USA de første af en række aftaler og traktater med mange indfødte stammer om bl.a. brugen af Santa Fe Trail. USA sikrede sig ret til at afmærke og benytte ruten gennem deres respektive territorier,:249  og stammerne gik ind på at lade amerikanske borgere passere uhindret.:233 
I 1833 fuldførte den første anglo-amerikanske kvinde turen til Santa Fe sammen med sin mand og lille datter.:9 
Efter fredsaftalen mellem Mexico og USA i 1848 benyttede et stigende antal immigranter Santa Fe Trail til at nå USA's nyvundne territorier i sydvesten.:9 
Santa Fe Trail blev udvidet til også at være en post – og diligence-rute i 1850.:10 
Fra 1851 kom mange forsyninger til bl.a. de militære forter langs ruten frem ad længere eller kortere strækninger af Santa Fe Trail.:10 
Mere end 1.800 vogne benyttede sig af ruten i løbet af 1858.:10  Fra sidst i maj til sidst i november 1865 rullede 4.472 vogne over en betalingsbro på Santa Fe Trail i Kansas.:554 
Det stigende antal vogntog med handlende, immigranter, bosættere og tropper belastede naturen på en måde ikke troet muligt af de lokale indfødte.:96  Navnlig under den amerikanske borgerkrig rettede visse stammer angreb mod de gennemrejsende på Santa Fe Trail.:10 
Nordstaterne og sydstaterne stødte sammen i Glorieta Pass på den sydligste del af ruten i New Mexico i marts 1862. Nordstaterne vandt og tog kontrol over Santa Fe Trail.:106 
I 1867 ramte en kolera-epidemi Kansas, og mange vogntog kørte med smittede folk på ruten.:340 

## Færden over prærien
Mexicanske handelsfolk drog ud fra Santa Fe og ca. 100 kilometer længere fremme nåede de samlingsstedet Watrous. Her ventede de til et stort nok vogntog var dannet, så turen over prærien kunne gennemføres i sikkerhed.:14  Vognene fragtede f.eks. sølv, uld og huder, og de kørte med læs på fire tons eller mere.:46 
I 1820erne startede vogntog mod Santa Fe fra Franklin i Missouri. Omkring 10 år senere rullede prærievognene ud fra Independence, og i 1840erne startede turen ad Santa Fe Trail fra enten Westport eller Fort Leavenworth, Kansas. Ved Council Grove i Kansas afventede de rejsende ankomsten af nok vogne til at kunne gøre en sikker tur til New Mexico.:8 
Vognene var gerne trukket af okser eller muldyr, der gik i fir- eller ottespand. Kuskene med lange piske blev kaldt ”bull whackers” og ”mule skinners”.:46  En løs hjord af både friske og afkræftede eller syge okser blev drevet frem sammen med vogntoget.:50 
Vognene medbragte tønder til frisk vand og fyldte dem, hvor det var muligt. Det kunne være ved Public Spring Site, Missouri,:93  eller f.eks. Diamond Springs i Kansas.:10  På turen samlede folkene løbende tørre bisonkasser til lejrbål op i net, der hang under vognene.
En dagsetape var sjældent længere end 30 kilometer og ofte kortere alt efter forholdene.:50 

## Landmærker
Bakker og højderygge med mærkværdig konturer langs ruten fik navne. De tjente som landmærker eller etapemål for vogntogene. På vej mod vadestedet Rock Crossing over Canadian River, New Mexico,:104  passerede de rejsende østfra først Rabbit Ears Peaks, Round Mound og endelig Point of Rocks.:14 
Pueblo byen Pecos, New Mexico, (forladt omkring 1838) lå tæt ved ruten og fungerede både som et landmærke og et sted at slå lejr for natten.:105 

## Andre særlige steder på ruten
Post Office Oak var et gammelt egetræ ved ruten nær Council Grove, hvor folk lagde breve i et naturligt hul i stammen. Andre på ruten i modsat retning tog brevene med og sørgede for, de kom videre. I 1990 stod dele af træet stadigt.:96 
Med tiden indridsede mange rejsende deres navn i enten Inscription Rock eller Autograph Rock i det nordvestligste Oklahoma.:103 

## Følgevirkninger af ruten
Santa Fe Trail krydsede og forbandt flere områder med egenartede kulturer og livsstile, og den øgede kontakt og samhandel mellem befolkningsgrupperne påvirkede dem på godt og ondt. Med ruten fulgte bygningen af flere handelsstationer på prærien, men også af saloons og bordeller. Ruten fremmede den fri bevægelighed, men med tiden fældede de gennemrejsende næsten hele skove langs vejen, og de og trafikken påvirkede vildtbestandene på de indfødtes jagtmarker. Kontakten mellem folk på ruten og indianere – fredelig eller ej – øgede risikoen for spredning af sygdomme.:26  Med amerikanske bosættelser langs og omkring ruten fulgte ufravigeligt krav på afståelse af indfødte landområder før eller siden; som det f.eks. skete for kansaernes vedkommende i 1846.:161 